# C/1989 A3 (Bradfield)
C/1989 A3 (Bradfield) ist ein kurzperiodischer Komet vom Halley-Typ, der im Jahr 1989 nur von der Südhalbkugel beobachtet werden konnte. Er wird gelegentlich auch als Bradfield 2 bezeichnet.

## Entdeckung und Beobachtung
Der Komet wurde am Abend des 6. Januar 1989 (Ortszeit) von William A. Bradfield in Australien mit einem 250-mm-f/5,6-Reflektor entdeckt. Es war seine vierzehnte Kometenentdeckung, etwa eineinhalb Jahre nach seiner letzten. Er hatte in diesem Zeitraum insgesamt 164 Stunden nach Kometen gesucht. Bradfield schätzte die Helligkeit des Kometen zu etwa 12 mag.
Zum Zeitpunkt seiner Entdeckung entfernte sich der Komet bereits wieder von Erde und Sonne. Er wurde daher nicht mehr heller als bei seiner Entdeckung. Der Komet war nur von der Südhalbkugel zu sehen und die letzte Beobachtung erfolgte am 10. März am Siding-Spring-Observatorium in Australien bei etwa 16 mag.

## Umlaufbahn
Für den Kometen konnte aus 23 Beobachtungsdaten über einen Zeitraum von 53 Tagen eine elliptische Umlaufbahn bestimmt werden, die um rund 83° gegen die Ekliptik geneigt ist. Seine Bahn steht damit fast senkrecht zu den Bahnebenen der Planeten. Im sonnennächsten Punkt der Bahn (Perihel), den der Komet am 5. Dezember 1988 durchlaufen hat, entsprach sein Sonnenabstand mit 62,9 Mio. km etwa dem des Merkur, dem er sich am 28. November bereits bis auf etwa 46,7 Mio. km genähert hatte. Am 2. Dezember passierte er die Venus in etwa 61,5 Mio. km Abstand und am 21. Dezember 1988 kam er der Erde nicht näher als bis auf etwa 185,2 Mio. km (1,24 AE).
In der Nähe des absteigenden Knotens seiner Umlaufbahn bewegte sich der Komet am 1. Dezember 1988 in extrem geringer Nähe zur Bahn des Merkur, und zwar in nur etwa 300.000 km Abstand dazu. Der Merkur hatte diese Stelle seiner Bahn aber bereits zwei Wochen zuvor am 17. November passiert.
Mit einem Tisserandparameter von 0,37 und einer Umlaufzeit unter 200 Jahren ist der Komet Bradfield ein typischer Vertreter der Halley-Familie der kurzperiodischen Kometen. Obwohl die Bahn des Kometen derzeit der Erdbahn nicht näher kommt als bis auf etwa 86 Mio. km (0,57 AE), wird er dennoch als erdnahes Objekt (NEO) eingestuft.
Durch die wenigen Beobachtungsdaten weisen die Bahnelemente, wie sie in der JPL Small-Body Database angegeben sind, relativ große Unsicherheiten auf. Nach diesen Angaben und ohne Berücksichtigung nicht-gravitativer Kräfte auf den Kometen hatte seine Bahn einige Zeit vor der Passage des inneren Sonnensystems eine Exzentrizität von etwa 0,9777 und eine Große Halbachse von etwa 19,0 AE, so dass seine Umlaufzeit bei etwa 82,9 Jahren lag. Der Komet näherte sich der Sonne demnach zum vorletzten Mal um das Jahr 1905 (Unsicherheit ±3,3 Jahre), blieb dabei aber offenbar unentdeckt.
Durch die Anziehungskraft der Planeten, insbesondere durch zwei Vorbeigänge am Jupiter am 4. Februar 1988 in knapp 4 AE und am 28. April 1989 in etwa 4 ¼ AE Abstand, wurde seine Bahnexzentrizität auf etwa 0,9780 und seine Große Halbachse auf etwa 19,1 AE vergrößert, so dass sich seine Umlaufzeit auf etwa 83,6 Jahre erhöhte. Wenn er um das Jahr 2030 den sonnenfernsten Punkt (Aphel) seiner Bahn erreicht, wird er etwa 5,7 Mrd. km von der Sonne entfernt sein, fast 38-mal so weit wie die Erde und etwas weiter als Neptun. Seine Bahngeschwindigkeit im Aphel beträgt nur 0,72 km/s. Der nächste Periheldurchgang des Kometen wird möglicherweise um das Jahr 2073 (Unsicherheit ±3,3 Jahre) stattfinden.